# Thomas Hobbes
Thomas Hobbes (5 tháng 4 năm 1588 – 4 tháng 12 năm 1679), trong một số văn bản cổ có tên là Thomas Hobbes của Malmesbury, là một nhà triết học người Anh, được coi là một trong những người sáng lập triết học chính trị hiện đại. Tác phẩm Leviathan viết năm 1651 của ông đã thiết lập nền tảng cho nền triết học chính trị phương Tây theo quan điểm lý thuyết về khế ước xã hội.
Hobbes là người ủng hộ chính thể chuyên chế nhưng ông cũng phát triển các nguyên tắc cơ bản của tư tưởng tự do châu Âu: quyền được bầu cử của các cá nhân; quyền bình đẳng tự nhiên của tất cả mọi người; tính nhân tạo của địa vị chính trị (điều dẫn đến sự khác nhau sau này giữa xã hội và nhà nước); quan điểm tất cả quyền lực chính trị hợp pháp phải mang tính "đại diện" và dựa trên sự đồng thuận của nhân dân; và sự diễn giải luật khá phóng thoáng cho phép mọi người được làm bất kỳ điều gì mà pháp luật không cấm.

## Cuộc đời

### Thời thơ ấu và niên thiếu
Thomas Hobbes ra đời tại Malmesbury, Wiltshire, Anh. Tương truyền rằng Hobbes đã bị đẻ non khi mẹ ông bị động kinh. Sở dĩ bà lại bị như vậy vì bà hay tin rằng hạm đội Armanda của Tây Ban Nha, cường quốc về hàng hải lúc bấy giờ, đã tiến vào nước Anh. Nói về lúc ấy, Hobbes đã thốt lên rằng: "Mẹ tôi sinh ra tôi và sự sợ hãi cùng một lúc". Người chồng của người phụ nữ trên là một mục sư quản xứ Charlton và Westport của Giáo hội Anh. Ông bị bắt buộc phải rời bỏ quê hương, để lại ba đứa con nhỏ cho người anh Francis Hobbes chăm sóc. Cậu bé Thomas Hobbes, một trong ba đứa trẻ ấy, được học tập tại Nhà thờ Westport khi mới 4 tuổi. Tiếp theo đó, Hobbes vào học một trường tự do do Robert Latimer làm hiệu trưởng. Ở ngôi trường này, Hobbes tỏ ra là một cậu bé xuất sắc. Đến năm 1603, Hobbes được gửi đến Oxford. Phản ứng của cậu bé này trước lối giảng dạy mang tính kinh viện của nhà trường đó là không thích thú và tự sáng tạo ra và tuân thủ theo cách học riêng. Bởi vì thế, Hobbes đã không thể nào hoàn thành chương trình đại học cho đến năm 1608.

### Thời thanh niên
Vào năm 1608, một sự kiện đã đến với chàng thanh niên Thomas Hobbes. Đó là trở thành một gia sư cho con trai của William Cavendish, nam tước xứ Hardwick. Con trai của Cavendish và Hobbes đã trở thành những người bạn thân (ngoài ra, Hobbes gắn bó với gia đình ấy đến cuối đời). Hai chàng thanh niên đã thực hiện một chuyến du lịch vào năm 1610. Đây quả là chuyến đi tuyệt vời bởi Hobbes đã tiếp xúc với chủ nghĩa phê phán khác cái thứ kinh viện ông đã từng học và không ưa thích. 

### Khi trưởng thành
Thomas Hobbes có khá nhiều người bạn nổi tiếng như Ben Jonson, Francis Bacon. Ngay sau khi chồng qua đời, bà bá tước quả phụ Cavendish đã sa thải Hobbes. Nhưng may mắn cho ông là ông đã có ngay việc làm, và một lần nữa lại là gia sư. Lần này là cho con trai của Gervase Clifton ở thành phố Paris. Năm 1631, ông lại được gia đình Cavendish gọi trở lại. Năm 1636, ông đi thăm Florence và trở thành một người nhiệt tình tham gia các buổi tranh luận về triết học trong các nhóm triết học do Marin Mersenne tổ chức.
Do bày tỏ quan điểm quân chủ, Hobbes đã không được nhiều người ưa thích, thậm chí họ còn nổi giận. Chính vì vậy, ông thực hiện một cuộc di chuyển từ Anh sang châu Âu lục địa. Ông còn tỏ ra hóm hỉnh khi nói rằng ông là "một trong những người đầu tiên chạy khỏi nước Anh". Ở đây, con người lưu vong đã đàm đạo với nhiều tri thức người Pháp như Pierre Gassendi hay Marin Mersenne và cả những người Anh bị lưu đày. Hobbes sống nốt cuộc đời còn lại xa quê hương.

## Sự nghiệp

### Vài nét khái quát
Thomas Hobbes là một trong những nhà triết học lỗi lạc của nước Anh thời kỳ Phục hưng. Tuy nhiên, Hobbes lại không tận tâm hoàn toàn vào triết học cho đến năm 1629 và chỉ nhận mình là một triết gia khi đã gần 50 tuổi (1637).

### Tư tưởng

#### Ủng hộ nềnquân chủ tuyệt đối
Thomas Hobbes đã đi ngược lại rất nhiều người khi ông ủng hộ việc xuất hiện một chế độ quân chủ tuyệt đối để ổn định cộng đồng. Và không ngạc nhiên khi ông phải sống lưu vong vào cuối đời. 

##### Khế ước xã hội-mầm mống của quyền lực tuyệt đối
Nội dung vấn đề
Luận chứng của Hobbes về quân chủ tuyệt đối có liên quan đến cái gọi là khế ước xã hội. Ý tưởng về khế ước xã hội không phải do Hobbes nghĩ ra, nhưng lại được Hobbes suy nghĩ theo cách hoàn toàn khác. Cụ thể, ý tưởng này là như sau: Ta có một nhà nước tự nhiên trước khi chính quyền được hình thành. Trong nhà nước này, Hobbes cho rằng con người sẽ không bị ràng buộc bởi luật lệ, và bởi đơn giản là vì họ có tư lợi, xung đột là điều không thể tránh khỏi. Cho nên, tất yếu xảy ra "chiến tranh tất cả chống lại tất cả..." và tất yếu dẫn đến "...cuộc sống của mỗi người trong nhà nước tự nhiên sẽ cô đơn, dơ dáy, nghèo nàn, vũ phu và thiếu thốn". Để loại bỏ một cuộc chiến tranh như vậy và bảo toàn lợi ích của tất cả, Hobbes cho rằng, con người phải thỏa hiệp nhau để xây dựng một chính quyền có quốc vương nắm quyền lực tuyệt đối bởi chỉ có quyền lực tuyệt đối mới giải quyết được mọi xung đột. Và cái thỏa hiệp đó chính là khế ước xã hội.
Cần phải nhìn nhận vấn đề này một cách rộng rãi. Xin nhớ cho, Hobbes không hề đề cập rằng quyền lực tuyệt đối này duy nhất tồn tại ở chế độ quân chủ chuyên chế. Ông lưu ý với chúng ta rằng cái quyền lực đó có thể rơi vào tay của một tập hợp thiểu số (chế độ quả đầu) hay trao cho mọi người (chế độ dân chủ). Đúng là Hobbes ủng hộ hoàn toàn quân chủ chuyên chế, nhưng ông cũng cho rằng hai chế độ kia cũng rất hứa hẹn.
Từ quan điểm về quyền lực tuyệt đối, Hobbes cho rằng không thể có cái chính quyền mà quyền lực bị phân chia hay biến tướng thành những quyền hành khác nhau. Như thế thì chỉ có xung đột.
Nguyên nhân vấn đề
Sở dĩ Hobbes có đề cập đến khế ước xã hội như vậy là vì ông không thể nào ưa nổi chủ nghĩa kinh viện (như ta đã biết là ông có thái độ đó khi còn đi học). Ông không thích việc mà ông cho là đòi hỏi quá nhiều quyền uy nếu so với lý trí, quá thiên về sử dụng các từ ngữ trống rỗng như "bản chất vô thể", "thuyết đồng thể chất". Hobbes muốn sử dụng hình học để xây dựng lý thuyết về chính trị (cần nhớ là Hobbes rất thích các tiên đề của Euclid, những thứ tưởng chừng vô hại và đơn giản lại có thể suy ra những kết quả khó hiểu và kỳ lạ). Từ tiền đề vững chắc, Hobbes thiết lập khế ước xã hội để rút ra những kết luận vững chắc về đạo đức và chính trị.
Cách thực hiện
Xây dựng chính quyền
Liệu có thể xây dựng thành công một chính quyền như theo suy nghĩ của Hobbes không là câu hỏi mà ngay của Hobbes cũng khó trả lời. Bởi nếu muốn tạo sự chuyên chế cho một người, những người khác phải tự nguyện "giao quyền lực" cho người đó, đó là ý của Hobbes. Vậy những kẻ tự tôn thì sao? Hobbes lại làm phép so sánh quan hệ dân-vua là quan hệ tớ-chủ. Thế thì liệu có ai tự nguyện xây dựng một quan hệ nô dịch không? Đến đây thì có lẽ Hobbes không biết trả lời thế nào.
Bào vệ chính quyền
Hobbes cho rằng con người cần sự bình yên, nên phải đến những nơi có thể ngăn chặn xung đột và xây dựng thành một cộng đồng. Nhưng có thể có "con sâu bỏ rầu nồi canh", tức là những người không đáng tin trong cộng đồng đó, nên cần hình thành và thực hiện pháp luật. Pháp luật phải xây dựng trên cơ sở của sự đồng thuận. Khi luật pháp ra đời, mọi cá nhân trong cộng đồng phải tuân theo. Như vậy, tìm kiếm an toàn dẫn đến tìm kiếm hòa bình, tìm kiếm hòa bình lại đòi hỏi đủ sức mạnh bảo vệ hòa bình.

#### Suy nghĩ vềThượng đế
Hobbes cho rằng Thượng đế là nguyên nhân của mọi hành động. Nhưng đừng vội suy nghĩ rằng ông coi Ngài là nền tảng của đạo đức. Ông phủ nhận các triết gia, cả vô thần lẫn hữu thần, đều tuân theo Thượng đế, nhưng không bao giờ phủ nhận họ phải tuân theo luật lệ của tự nhiên và nhà nước. Ý kiến của Hobbes đó là trước khi Thượng đế làm gì thì lý trí đã làm trước rồi.

### Ảnh hưởng
Luận chứng khế ước xã hội của Hobbes đã ảnh hưởng đến lý luận chính trị của nhiều nhà triết học, tiêu biểu là John Locke, Jean-Jacques Rousseau và Immanuel Kant.

### Các tác phẩm
- Leviathan
- Những thành tố của luật, tự nhiên và chính trị
- Công dân
- Những sơ luận triết lý về chính quyền

## Thông tin khác
Ngoài nghiên cứu triết học chính trị, Hobbes còn nghiên cứu các lĩnh vực khác của triết học và khoa học.

## Trích dẫn
Thần học là vương quốc của sự tối tăm. (The kingdom of theology is the kingdom of darkness.)
Tôn giáo giống như những viên thuốc mà người ta phải nuốt chửng cả viên. (Religions are like pills, which must be swallowed whole without chewing.)